# López (kommun i Mexiko, Chihuahua)
López är en kommun i Mexiko.   Den ligger i delstaten Chihuahua, i den centrala delen av landet, 1 000 km nordväst om huvudstaden Mexico City. Antalet invånare är 3 914. Arean är 1 317 kvadratkilometer.
Terrängen i López är varierad.
Följande samhällen finns i López:
- Octaviano López
- Santa María
- Santa Ana de Abajo
- Francisco I. Madero